# Gobbolino
Gobbolino è il personaggio protagonista di un libro per bambini di Ursula Moray Williams, Gobbolino the Witch's Cat, pubblicato per la prima volta in Inghilterra nel 1942 da Harrap. In Italia è conosciuto grazie alla riduzione in quattro puntate presente nella raccolta I Raccontastorie, uscita nel 1982, a cura dello Studio Editoriale Srl, del Gruppo Walk Over.

## Trama
Gobbolino è nato gatto di strega, ma vuole diventare un gatto di casa. Mentre i gatti di strega sono tutti neri con gli occhi verdi, lui ha una zampina bianca e gli occhi blu, e volare su una scopa lo terrorizza. Abbandonato dalla strega sua padrona e dalla sorellina Sutica, Gobbolino decide di mettersi in viaggio per trovare una casa in cui vivere felice, ma prima di realizzare il suo sogno dovrà vivere molte avventure.
Ne I Raccontastorie, la voce narrante è di Ottavia Piccolo. Dai 16 capitoli originali del libro, sono stati tratti 4 racconti (più un quinto pubblicato nella successiva serie C'era una volta):
- Gobbolino, il gatto della strega;
- Gobbolino, il gatto della nave;
- Gobbolino, il gatto del cavaliere;
- Gobbolino, il gatto di casa;
- Gobbolino e il cavallino di legno.

Questi racconti furono originariamente pubblicati nel bi-settimanale inglese Story Teller, uscito nel 1982. In originale, i racconti di Gobbolino sono stati letti dall'attrice inglese Sheila Hancock. Come nella versione italiana, in ogni rivista è stata inclusa un'audiocassetta audio con storie, suoni e musica.
Gobbolino compare anche nella raccolta C'era una Volta, uscita nel 1986. La voce narrante, stavolta, è di Lucia Poli. A ciò va aggiunta l'Avventura di Natale di Gobbolino, sempre letta dalla Poli.